# Tamekten
Tamekten (in caratteri arabi: تمقتن) è una città dell'Algeria facente parte del distretto di Aoulef, nella provincia di Adrar.